# Stadium Gal

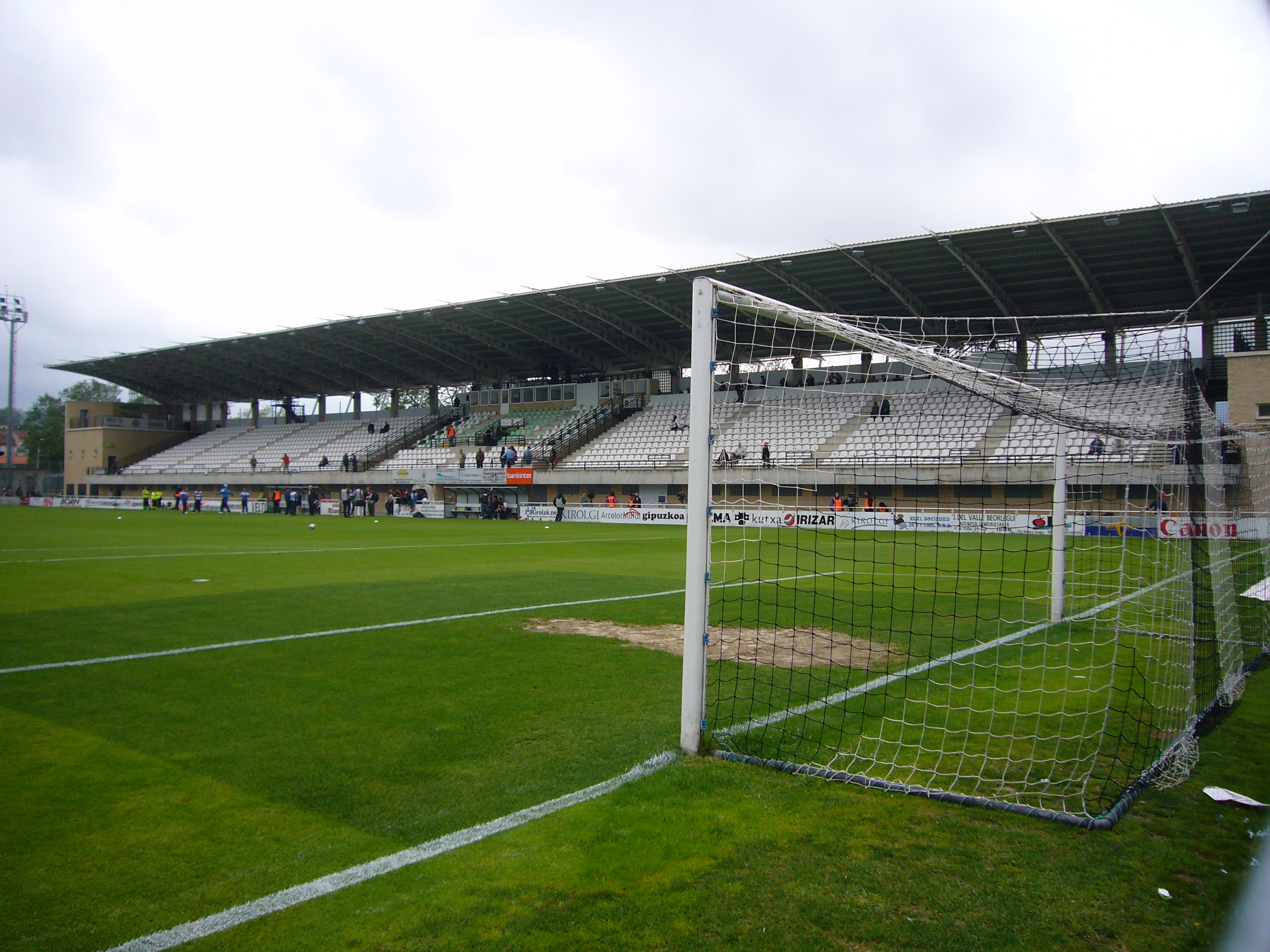

Stadium Gal är en fotbollsarena i staden Irún i Baskien. Arenan ligger placerad längs Río Bidasoa. Stadium Gal är hemmaplan för fotbollslaget Real Unión som för närvarande spelar i Segunda División i Spanien. Arenan ligger endast 300 meter från gränsen till Frankrike och är därmed den spanska fotbollsstadion som ligger närmast en nationell gräns.

## Historia
Arenan byggdes 1926 och den ursprungliga arenan invigdes med en match mellan Real Unión och FC Barcelona. Detta innebär att Real Unión vann sin senaste Copa del Rey på den gamla Stadium Gal. Vid de tre tidigare vinsterna i Copa del Rey (1913, 1918, 1924) spelade laget på Campo Bidasotarra som var den naturplan som låg på platsen innan Stadium Gal byggdes. 
Arenan byggdes om till sin nuvarande konstruktion 1997. Real Unión har spelat samtliga sina matcher i såväl Primera División, Segunda División, Segunda División B och i Tercera División. Stadion har för närvarande en åskådarkapacitet på 5 000 varav 3 000 är sittplatser. Planen är 100x65 meter och man spelar på gräs.